# Mister Scarface
Mister Scarface (originalmente I Padroni della cittá, además conocida como Reglas de la Ciudad) es una película italiana de 1976, del género poliziotesco dirigida por Fernando Di Leo.
Los principales artistas son Jack Palance y  Harry Baer quien actúa como Tony, cobrador de un prestamista de la mafia insatisfecho con su posición en la vida, constantemente sueña con vivir en Brasil con su hermano. Para hacer dinero fácil, Tony acude a las fuerzas del crimen organizado, ascendiendo en la organización por sus propios medios, junto con Napoli, un agitador de turbas, Tony traza un plan con el jefe de la organización Manzari (Jack Palance) para hacer fortuna, pero Manzari no dejará que eso pase.